# 比上孝浩
比上孝浩（日语：比上 孝浩，1986年2月22日—），日本男性配音員。出身於東京都。身高170cm。B型血。

## 人物簡介
AMUSEMENT MEDIA綜合學院聲優學科畢業。原屬Production Ace、Sun Music Production、WITH LINE（至2015年8月31日），2015年9月現在是株式會社SSP所屬。

## 演出作品
※粗體字表示說明飾演的主要角色。

### 電視動畫
2011年
- 日常（櫻井誠[3]）

2012年
- 遊☆戲☆王ZEXAL II（阿里特[4]）

2013年
- 青春紀行（二次元君〈佐藤隆哉〉[5]）
- 科學超電磁砲S（關村弘忠）

2014年
- 愚者信長（管制官C）

2015年
- 偵探歌劇 少女福爾摩斯TD（店員）

2018年
- 奴隸區 The Animation（研究員）

2019年
- 魔王陛下RETRY！（司祭）

2021年
- 我立於百萬生命之上（ダン）

### 電影動畫
2013年
- Arve Rezzle -機械裝置的妖精們-（日语：アルヴ・レズル -機械仕掛けの妖精たち-）

2014年
- 喬凡尼的島（日语：ジョバンニの島）（島民）

2015年
- Code Geass 亡國的阿基德 第3章「輝煌之物從天墮下」（亞諾的部下A）

2016年
- 劇場版 遊☆戲☆王：次元的黑暗面

### OVA
2011年
- 日常的0話（櫻井誠）

2017年
- 宇宙戰艦大和號2202 愛的戰士們 第三章 純愛篇（諾魯[6]）[注 1]

2018年
- 宇宙戰艦大和號2202 愛的戰士們 第四章 天命篇（諾魯[6]）[注 1]

### PV動畫
2011年
- 黑貓onLine（戰士）

### 遊戲
2011年
- 日常〈宇宙人〉（櫻井誠[7]）

2013年
- 青春紀行 Vivid Memories（二次元君[8]）
- 遊☆戲☆王ZEXAL 激突！決鬥嘉年華！（阿里特）

2014年
- 戰場的圓舞曲（日语：戦場の円舞曲）（尤安）

2015年
- 栽培少年（[9]）
- 絕對迷宮：祕密的拇指公主（[10]）

2017年
- 月光下的異世界之旅online（凱特、精靈王格拉德斯）

2022年
- 魔法禁书目录 幻想收束（關村弘忠）

### 廣播劇CD
2012年
- ALCA ～夜明～（賽特）

2014年
- 一週的朋友。在那之後的朋友。（男學生、妖怪）
- ALCA 創生 II（青年）

2015年
- nekoCan PANIC 2（貓田彌吉）

2016年
- nekoCan PANIC 3（貓田彌吉）

2018年
- 霞（志田柊平）
- 日本昔 三人太郎（旁白、浦島太郎、熊）

時期未定
- （道明科·艾德里昂〈研究員〉)

### 有聲漫畫
2019年
- 青春特調蜂蜜檸檬蘇打

2020年
- 夜櫻家大作戰（夜櫻凶一郎）

2021年
- PPPPPP（音上樂音）

2022年
- SAKAMOTO DAYS 坂本日常（阿帕特）

### 外語配音
※作品依英文名稱及英文原名排序。
2009年
- 城堡裡的月亮公主（英语：The Secret of Moonacre）（Robin de Noir〈Augustus Prew 飾演〉）
- 原來是美男（パク·ピョジュ）

2010年
- 惡魔教室（Jens〈Tim Oliver Schultz 飾演〉）

2011年
- 不忠之劫（Jake）

2014年
- 我戀愛的一切（孫補佐官〈朴富山 飾演〉）
- 黑色孤兒（Felix Dawkins〈Jordan Gavaris 飾演〉）

2015年
- 交響情人夢（馬修敏〈張世鉉 飾演〉）

2016年
- 黑暗之地（Ben Day〈少年時期／Tye Sheridan 飾演〉)
- 異次元凶間（英语：The Diabolical）（Carl〈Joe Egender 飾演〉）
- 延坪海戰（朴東赫〈李玹雨 飾演〉）

2017年
- 非死不可（Kobe〈Connor Paolo 飾演〉）
- 幸福百分百（Zack Zimm〈Jack Whitehall 飾演〉）
- 師任堂，光的日記（李謙〈青年時期／梁世宗 飾演〉）
- 惡作劇之吻Miss In Kiss（豪淳）

2018年
- 母親與女兒（Tony）

### 舞台
- 閱讀劇場 vol.2 “Dreaming II”
- 閱讀劇場 vol.3 “Dreaming III”
- COMICS☆ GO_GO 六本木演員座

### 廣播
- 關西電台「anitama.com（日语：アニたまどっとコム）」
- HiBiKi Radio Station（日语：HiBiKi Radio Station）「奈文與勇者的廣播時間喔！」（節目主持人[11]）
- niconico現場直播花梨頻道 拇指電台（主要主持人）

### 其它
- 小松先生解謎「～從6胞胎的威脅之中逃脫～in JOYPOLIS」声の出演（工作人員、參加青年）

## 音樂作品

### 角色歌曲
| 發行日期 | 標題                        | 名義                                                           | 曲名                | 商業搭配                              |
| 2014年   | 2014年                      | 2014年                                                         | 2014年              | 2014年                                |
| -------- | --------------------------- | -------------------------------------------------------------- | ------------------- | ------------------------------------- |
| 4月23日  | 青春紀行 BD、DVD第5卷特典CD | 多田萬里（古川慎）、柳澤光央（石川界人）、二次元君（比上孝浩） | 「？ -男3人 ver.-」 | 遊戲『青春紀行 Vivid Memories』片尾曲 |
| 7月23日  | 青春紀行 BD、DVD第8卷特典CD | 多田萬里（古川慎）、柳澤光央（石川界人）、二次元君（比上孝浩） | 「 -男3人 ver.-」   | 遊戲『青春紀行 Vivid Memories』片尾曲 |

## 腳註

### 來源
1. 1 2 3  . 株式會社SSP.   [2019-04-06]. （原始内容存档于2020-11-10） （日语）.
2. ↑  . Twitter.   [2015-09-17]. （原始内容存档于2016-03-07） （日语）.
3. ↑  . 電視動畫「日常」公式官網.   [2015-05-10]. （原始内容存档于2020-01-23） （日语）.
4. ↑  . 東京電視台.   [2015-09-17]. （原始内容存档于2011-08-19） （日语）.
5. ↑  . animateTV.   [2015-09-17]. （原始内容存档于2013-09-28） （日语）.
6. 1 2  《「宇宙戰艦大和號2202 愛的戰士們 第三章 純愛篇」劇場小冊子』》，萬代影視，2017年，第20頁。
7. ↑  . 「日常〈宇宙人〉」公式官網.   [2015-01-10]. （原始内容存档于2020-02-23） （日语）.
8. ↑  . PS Vita用遊戲「青春紀行 Vivid Memories」公式官網.   [2015-09-17]. （原始内容存档于2016-03-12） （日语）.
9. ↑  . 9-Bit.   [2015-09-17]. （原始内容存档于2016-03-05） （日语）.
10. ↑  《B's-LOG》2015年4月號，enterbrain，2015年2月20日發行。
11. ↑  . HiBiKi Radio Station（日语：HiBiKi Radio Station）.   [2015-09-17]. （原始内容存档于2017-09-23） （日语）.

## 外部連結
- 株式會社SSP公式官網的聲優簡介 （页面存档备份，存于） （日語）
- 比上孝浩的X（前Twitter） （日語）